# Drăgușeni (Iași)
Drăgușeni è un comune della Romania di 1 577 abitanti, ubicato nel distretto di Iași, nella regione storica della Moldavia.
Il comune è formato dall'unione di 2 villaggi: Drăgușeni e Frenciugi.
Drăgușeni è divenuto comune autonomo nel 2004, staccandosi dal comune di Șcheia.